# ملعب شهيد شيرودي

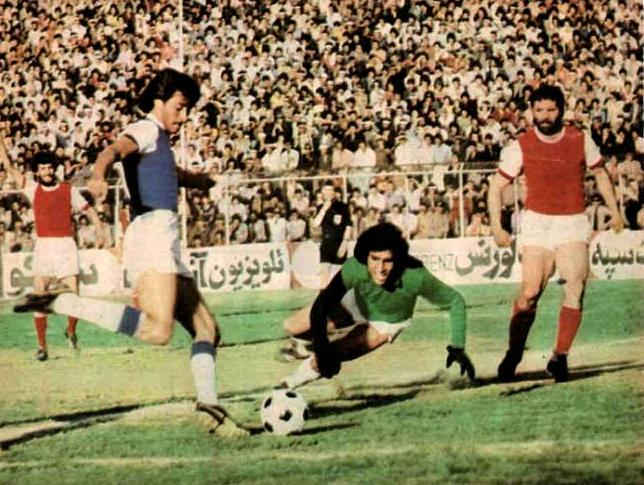
ديربي العاصمة الإيرانية طهران، كانت تلعب بملعب شهيد شيرودي قبل الثورة الإسلامية سنة 1979.

ملعب شهيد شيرودي (بالفارسية:ورزشگاه شهید شیرودی)، أسست الملعب الرياضي في العاصمة الإيرانية طهران سنة 1939، وكانت تحت مسمىّ ملعب أمجدية، وأغلقت الملعب سنة 2015، بغرض عملية ترميم الملعب القديم.

## معرض صور

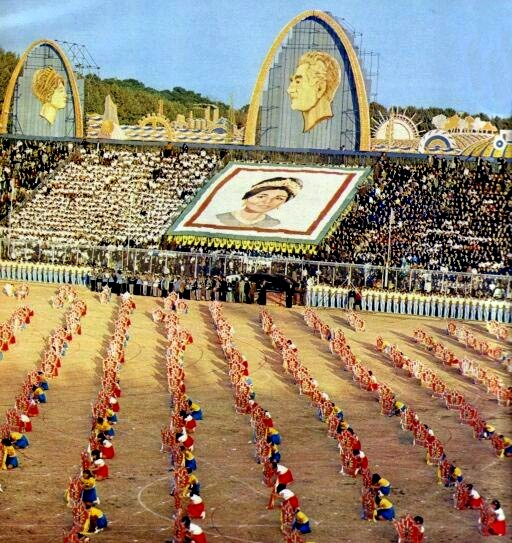
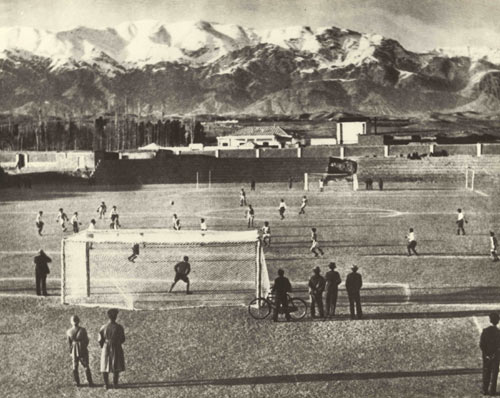
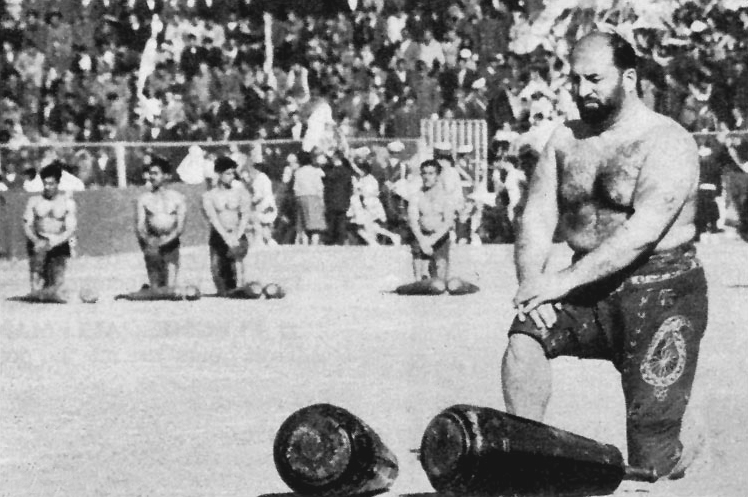
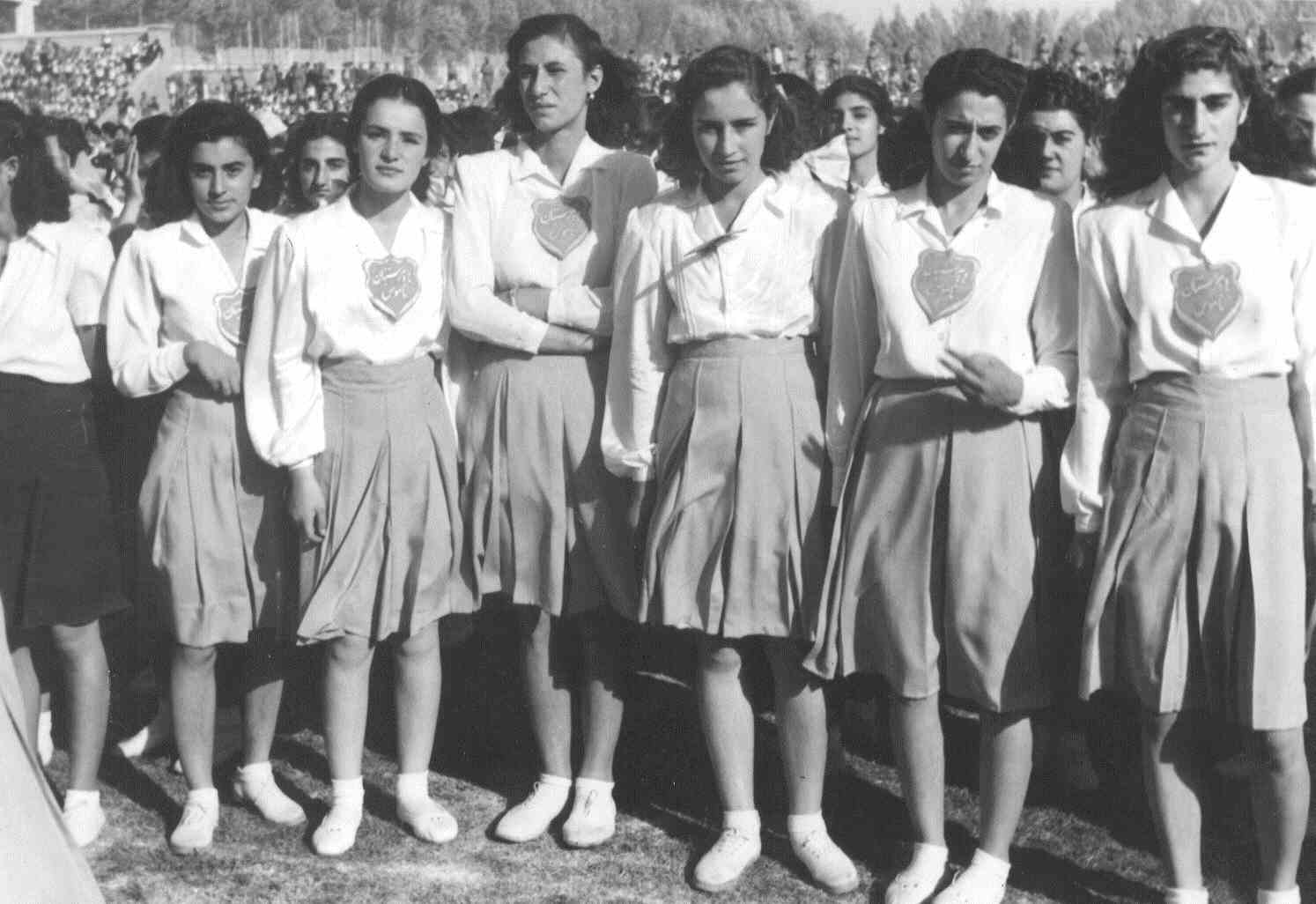
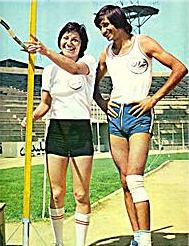